# Idalina de Oliveira
Idalina de Oliveira (São Paulo, 26 de outubro de 1936 — São Paulo, 4 de novembro de 2023) foi uma atriz e apresentadora brasileira.
Idalina foi uma das pioneiras da televisão brasileira, sendo garota-propaganda na Record, Tupi e TV Paulista.
Apresentou o programa Ginkana Kibon, ao lado de Vicente Leporace, Capitão 7, com o ator Ayres Campos e Astros do Disco ao lado de Randal Juliano.
Participou do filme brasileiro Carnaval em Lá Maior de 1955. Atualmente era entrevistadora do Programa Prazer em Conhecê-lo, da Rede Vida de Televisão.
Idalina morreu aos 87 anos no dia 4 de novembro de 2023, em seu apartamento em São Paulo.